# Folignano
Folignano – miejscowość i gmina we Włoszech, w regionie Marche, w prowincji Ascoli Piceno.
Według danych na styczeń 2009 gminę zamieszkiwało 9475 osób przy gęstości zaludnienia 641,5 os./1 km².